# 名古屋港郵便局
名古屋港郵便局（なごやみなとゆうびんきょく）は愛知県名古屋市港区にある郵便局。民営化前の分類では集配普通郵便局であった。

## 概要

### 住所
- 〒455-8799：愛知県名古屋市港区港栄2-1-7

### 分室
分室はなし。過去に存在した分室は以下のとおり。
- 埠頭分室 - 2007年（平成19年）に廃止。

## 沿革
- 1950年（昭和25年）3月26日 - 名古屋港郵便局として、港区熱田前新田に開局[1]。
- 1956年（昭和31年）10月1日 - 南陽郵便局[2]から集配業務を移管。
- 1958年（昭和33年）12月7日 - 電話通話および国内電報受付事務ならびに国際電報受付事務の取扱を開始。
- 1961年（昭和36年）2月19日 - 国際電報受付業務を廃止。
- 1961年（昭和36年）6月1日 - 内国欧文電報受付業務を廃止。
- 1961年（昭和36年）10月2日 - 電話通話および和文電報受付業務を廃止。
- 1966年（昭和41年）4月1日 - 港区海岸通五丁目（後の入船）に埠頭分室を設置。郵便物の引受および私書箱配達事務のみ取り扱う。
- 1968年（昭和43年）7月 - 局舎落成。
- 1996年（平成8年）7月1日 - 外国通貨の両替および旅行小切手の売買に関する業務取扱を開始。
- 2007年（平成19年）3月31日 - 埠頭分室を廃止[3]。
- 2007年（平成19年）10月1日 - 民営化に伴い、併設された郵便事業名古屋港支店に一部業務を移管。
- 2012年（平成24年）9月22日 - 24時をもってゆうゆう窓口の24時間営業終了。
- 2012年（平成24年）10月1日 - 日本郵便株式会社発足に伴い、郵便事業名古屋港支店を名古屋港郵便局に統合。

## 取扱内容
- 郵便、印紙、ゆうパック、内容証明
- 貯金、為替、振替、振込、国際送金、外貨両替・トラベラーズチェック、国債、投資信託
- 生命保険、バイク自賠責保険、自動車保険、変額年金保険、がん保険、引受条件緩和型医療保険
- 地方公共団体事務（名古屋市バス、電車利用券等の交付）
- ゆうちょ銀行ATM
- 「455-00xx」「455-08xx」区域（名古屋市港区の全域）の集配業務
- ゆうゆう窓口

## 周辺
- 名古屋市港区役所
- 名古屋市立港図書館
- 中部労災病院
- 国道154号
- ららぽーと名古屋みなとアクルス

## アクセス
- 名古屋市営地下鉄名港線 港区役所駅から徒歩で約5分。
- 名古屋市営バス「港郵便局」停留所下車。
- 伊勢湾岸自動車道 名港中央ICから北東へ約7.5km。
- 名四国道 築地口ICから北へ約500m。
- 名古屋市道江川線（江川線）沿い。
- 駐車場あり：7台